# تانبرژینول جی
تانبرژینول جی (به انگلیسی: Thunberginol G) با فرمول شیمیایی C۱۵H۱۲O۵ یک ترکیب شیمیایی است. 